# Milvago chimachima
Il caracara testagialla (Milvago chimachima (Vieillot, 1816)) è un uccello rapace della famiglia dei Falconidi.

## Descrizione

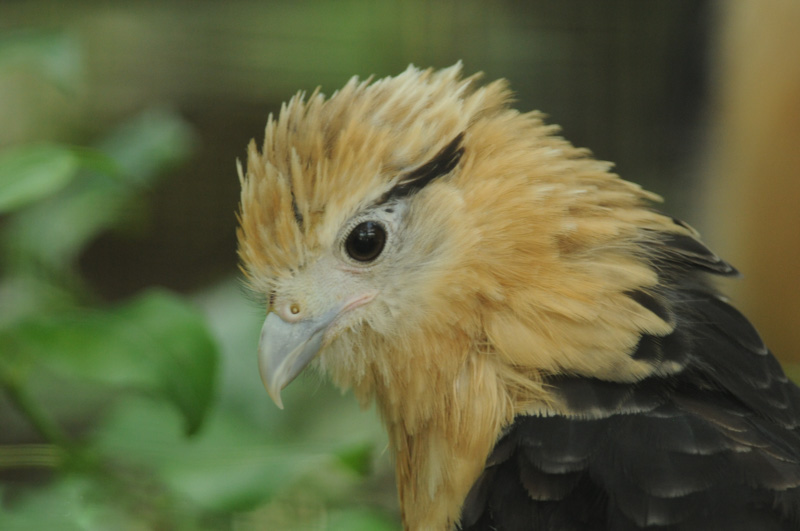
Dettaglio del capo

È un rapace di media taglia, lungo 40–45 cm e con un'apertura alare di 74–95 cm. Il peso va da 277 a 364 g, le femmine sono leggermente più grandi dei maschi.
Il piumaggio degli adulti è di colore marrone scuro, quasi nero, sul dorso e bianco crema sul ventre. La testa è di colore bianco crema, con una cera giallastra attorno agli occhi e alla base del becco, e una striscia superciliare nera che dagli occhi si estende fino alla nuca. La coda è lunga, con una larga fascia terminale marrone scuro.

## Biologia

### Alimentazione
È una specie opportunista che si nutre di una ampia varietà di specie (piccoli roditori, rettili, rane, artropodi), nonché di carogne. Alcuni esemplari sono stati osservati mentre si nutrivano di frutta, in particolare di dendè (Elaeis guineensis) e pequi (Caryocar brasiliense). È frequente osservarli inoltre appollaiati sul dorso dei bovini o di altri grossi mammiferi, intenti a nutrirsi di zecche ed altri parassiti, al pari dei bufagidi africani.

## Distribuzione e habitat
Questa specie è comune in America centrale e nella parte settentrionale del Sud America (Argentina, Bolivia, Brasile, Colombia, Costa Rica, Ecuador, Guiana Francese, Guyana, Panama, Paraguay, Perù, Suriname, Trinidad e Tobago, Venezuela, Uruguay).

## Tassonomia
Sono note le seguenti sottospecie:
- Milvago chimachima cordata Bangs & Penard, 1918 - presente da Costarica e Panama sino alla parte settentrionale dell'Amazzonia
- Milvago chimachima chimachima (Vieillot, 1816)- presente dalla parte meridionale dell'Amazzonia sino al nord dell'Argentina e dell'Uruguay.